# Kracikî, Hmelnîțkîi
Kracikî (în ucraineană Крачки) este un sat în comuna Zaharivți din raionul Hmelnîțkîi, regiunea Hmelnîțkîi, Ucraina.

## Demografie
Componența lingvistică a localității Kracikî
     Ucraineană (100%)
Conform recensământului din 2001, toată populația localității Kracikî era vorbitoare de ucraineană (100%).